# Marjorie Walker
Marjorie Walker (* 5. April 1906 in Brooklyn, New York; † 1992 auf San Juan Island, Washington) war eine US-amerikanische Künstlerin, die vor allem für ihre Landschaftsmalerei und ihre Rolle als Kunstlehrerin auf San Juan Island bekannt wurde.

## Leben
Marjorie Walker wurde als zweites von vier Kindern des Industriellen Randall Oakley Walker (1871–1959) und Mabel Condit Walker (1877–1974) geboren. Die Familie gehörte zur wohlhabenden Oberschicht Brooklyns und legte großen Wert auf Bildung und kulturelle Aktivitäten. Marjorie und ihre ältere Schwester Jean besuchten die renommierte Brooklyn Female Academy, das heutige Packer Collegiate Institute. Schon früh zeigte Marjorie künstlerisches Talent, das von ihren Lehrern erkannt und gefördert wurde. Sie setzte ihre Ausbildung an der Art Students League of New York fort, einer renommierten Kunstschule, die für ihre fortschrittlichen Lehrmethoden bekannt war.
1924, im Alter von 18 Jahren, unternahm Marjorie eine Reise durch den Norden der Vereinigten Staaten, Kanada und Alaska. Dabei besuchte sie auch die San-Juan-Inseln im Nordwesten des Pazifiks und war von der Landschaft so beeindruckt, dass sie sich vornahm, eines Tages dorthin zurückzukehren. Dieser Wunsch erfüllte sich 1949, als sie mit ihrem Sohn Timothy und ihrer Schwester Jean nach Friday Harbor auf San Juan Island zog. Dort lebte sie die nächsten vier Jahrzehnte und widmete sich der Kunst und dem Unterrichten.

## Werk
Marjorie Walker ist vor allem für ihre Pastellzeichnungen und Gemälde bekannt, die Landschaften und Meeresansichten von San Juan Island einfangen. Ihr Stil zeichnet sich durch eine realistische Darstellung und ein besonderes Augenmerk auf Licht und Atmosphäre aus. Neben ihrer eigenen künstlerischen Tätigkeit unterrichtete sie zahlreiche Studenten in ihrem Studio, das für seine Rosenarrangements bekannt ist, und förderte so die lokale Kunstszene. 